# Ахура
Ахура — село в Шарурском районе Нахчыванской Автономной Республики Азербайджанской Республики.

## Топонимика
Он находится у подножия хребта Дарелаэз. Он получил своё название от одноимённой реки в этом районе. Его прежнее название было Йени Ахура. Название поселения под названием Ахура впервые упоминается в источнике VII века. В результате сильного землетрясения 20 июня 1840 года деревня Ахура, расположенная у подножия горы Агры, была разрушена. Позже первая составляющая ойконима отпала, и деревня получила название Ахура.